# 日語方言
日語方言（日语：／），亦即日語的地域變體（regional dialect）。
日語方言意指「某地域社會中的整個語言體系」（その地域社会の言語体系全体），包含詞彙（如各地特殊用詞「俚言」）、語法、音韻、口音等各方面的特色。日本各地方言差異很大，在異地往往有理解當地語言的困難。
明治時代以降，官方以東京方言為基礎建立標準語並推動傳播，方言則遭到否定與打壓。二戰後，日本對方言的態度改變，「標準語」改稱「共通語」（參見日本共通語），日本社會開始尋求共通語與方言的共存之道，但各地傳統方言已在生活中迅速衰敗。

## 「語言」與「方言」
有文字信史前，日本本土各方言與琉球語就已分流，之後由於地理隔離，日本與琉球往來甚少；從非日語人士的觀點看來，日語與琉球語已經是不同的語言。在日本，琉球語一度被當作日語的「琉球方言」；但琉球群島各地方言差異甚大，各島語音的差異可能比它們與日本本土方言的差異更顯著，因此琉球各地方言可以被分別視為獨立語言，琉球語可以稱為「琉球諸語」。不過，日本本土方言與琉球語顯然有語彙的對應關係，兩者不是完全無關的語言，而是共構日本-琉球語系（Japonic Languages）的姐妹語言。
「語言」和「方言」並沒有客觀的區別標準，除了方音差之外，政治條件、正字法之有無、語言使用者的意識型態等等都會影響區分。 聯合國教科文組織在2009年發表的瀕危語言調查中，八重山語和與那國語屬於「重大危險」、沖繩語、國頭語 、宮古語、奄美語與八丈語則屬於「危險」等級，以上都被認定為符合國際標準的獨立語言。阿伊努語、鄂羅克語、尼夫赫語等則是不屬於日本-琉球語系的獨立口語體系。

## 方言分布

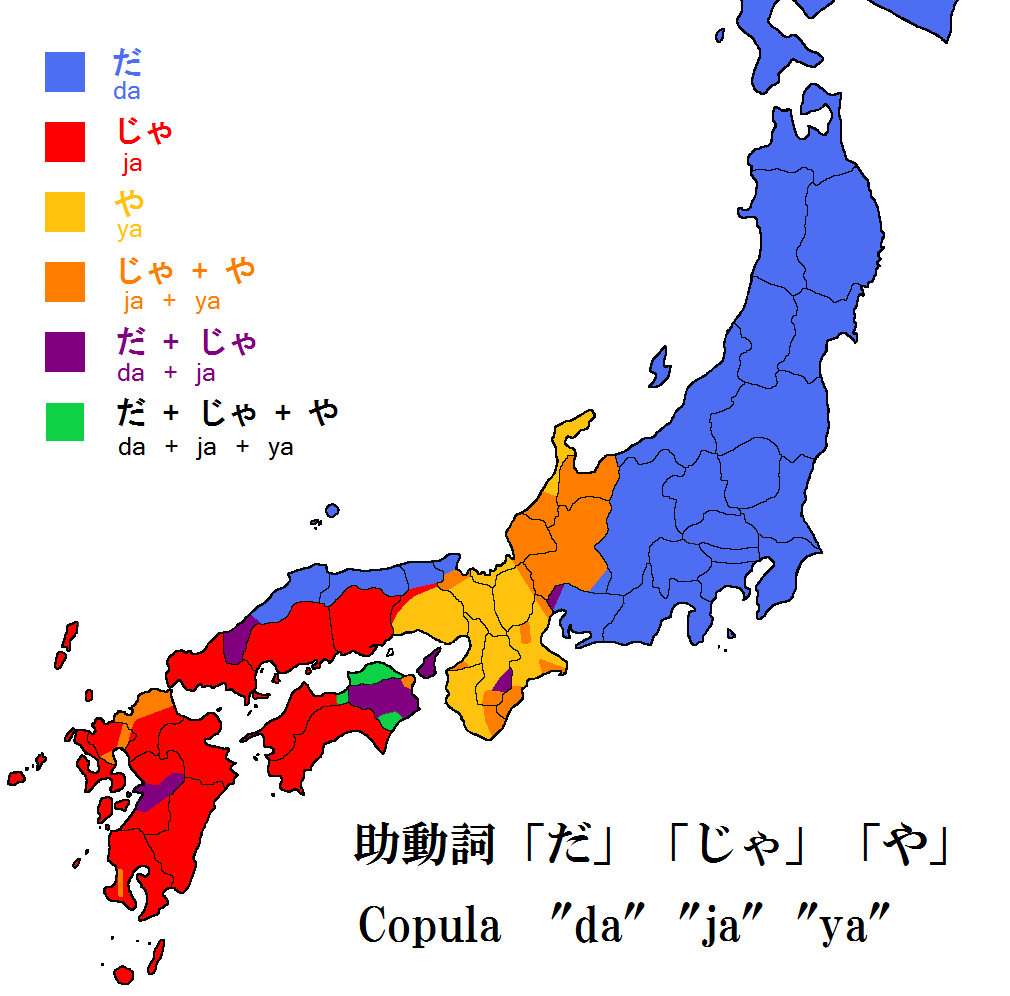
助動詞「だ」「じゃ」「や」分布圖

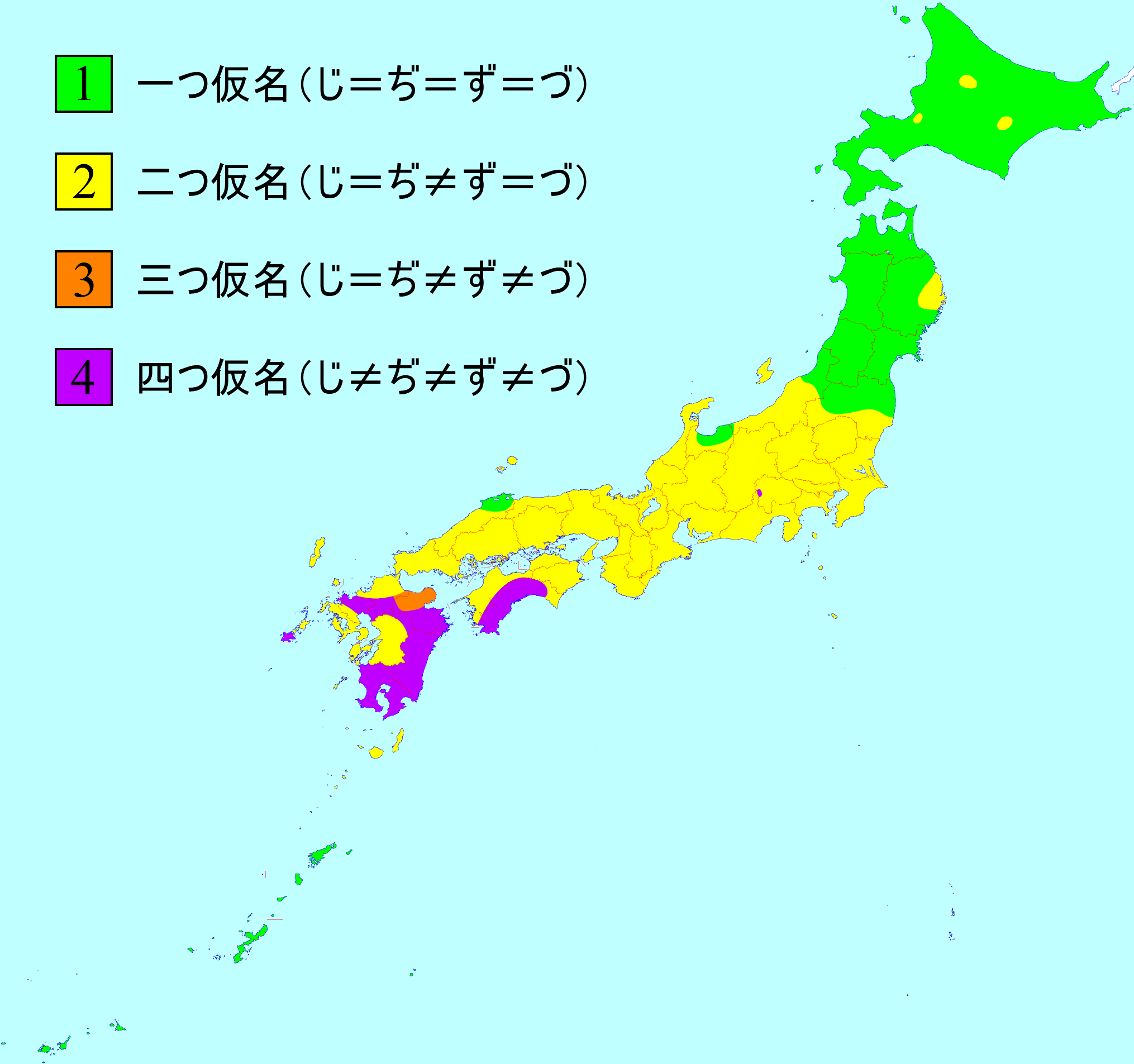
四假名分布圖。綠色區域的方言會將ジ・ヂ・ズ・ヅ發為同一個音，稱為一假名方言。

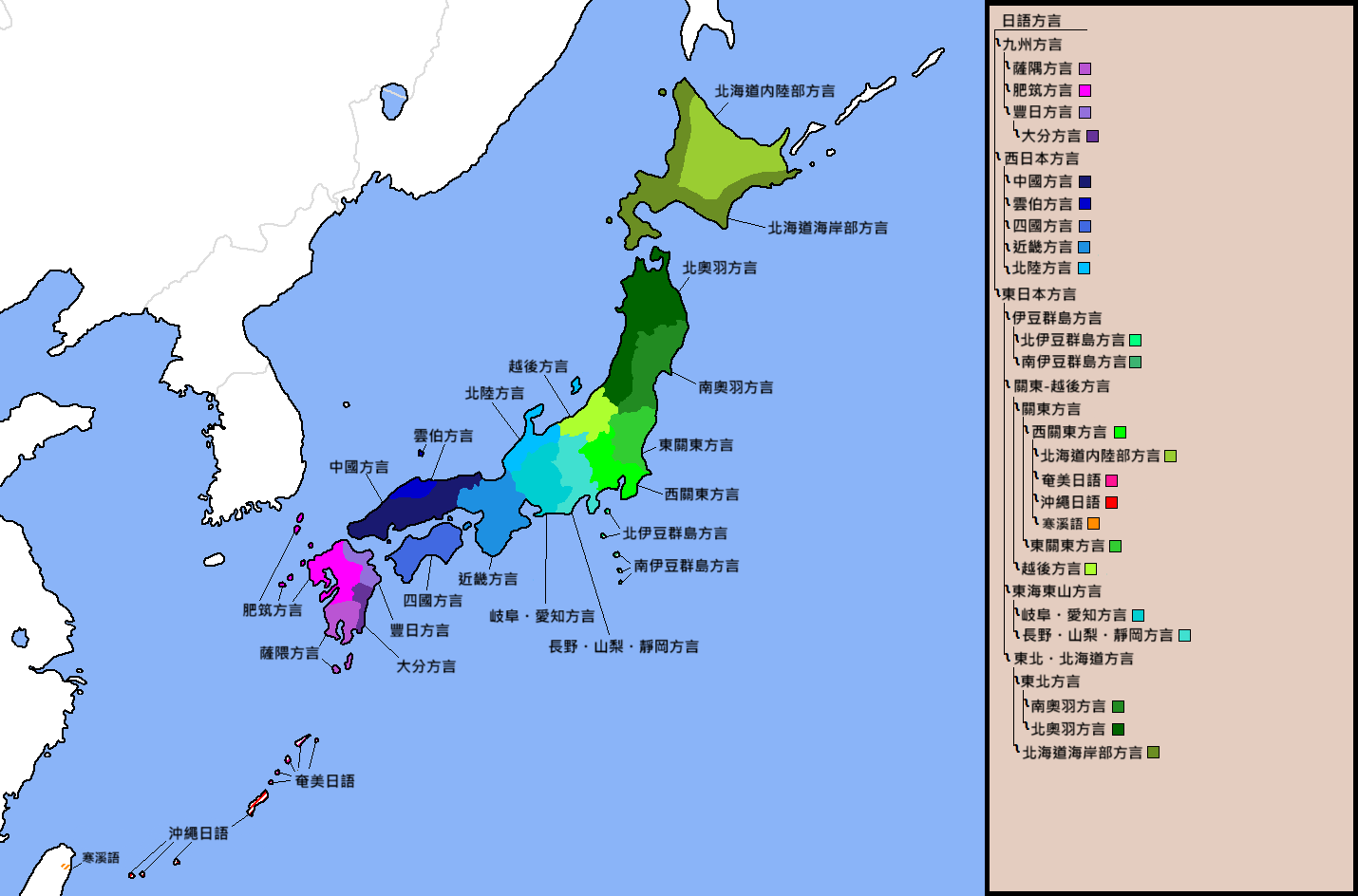
日語方言地圖

柳田國男在《蝸牛考》中調查日本各地對蝸牛的稱呼，發現對蝸牛的稱呼以京都為中心，呈同心圓狀分布。除了「蝸牛」一詞，柳田國男發現其他詞彙也隨著時代發展，以京都為中心，同心圓狀往周圍傳播。一地若離京都越遠，其用詞往往已經是京都的死語。據此，他提出方言周圈論。
然而，日語語彙未必以京都為中心傳向四周，因為各地都可能獨自產生新詞，是為方言孤立變遷論。遠離京都的方言未必都只有古語，也會自己出現新的特徵，是為逆周圏論。此外，縱使方言周圈論能在「蝸牛」一詞上成立，但在「麥粒腫」等詞語上，即使是遠離京都的邊陲地區，也出現與京都類似的語音演變。除了語彙之外，東日本與九州的連母音都變讀成或，而語言學家無法證明其為獨立事件，抑或方言間的交互作用所導致。
在周圏分布之外，日語的語彙往往有「東西分布」的差別。傳統上，劃分東西的邊界類似地質學的糸魚川靜岡構造線，從新潟縣糸魚川市沿北阿爾卑斯南下。根據1908年（明治41年）日本國語調查委員會的報告記載：「全國言語區域可先分為東西，大略以越中、飛驒、美濃、三河東境為分界線，此線以東為東部方言，此線以西為西部方言。」此外，愛知縣與三重縣邊界附近的揖斐川也是重要的口音邊界。
由於移民和交流引起大量的詞彙傳播，不同邊陲地區也可能有相同的用詞，例如大多數北海道方言都來自本州移民。此外，許多詞彙被從關西帶到東京，例如（可怕的）、（鱗）、（後天）、（冰柱）、（煙）等等，這些詞彙圍繞東京分布，形成關西用詞在關東的方言島。「借りる」、「いる」等詞，就有由近畿傳播到東京的歷史。
| 東部方言 | 西部方言 | 華語語譯                 |
| -------- | -------- | ------------------------ |
|          |          | （表示否定）             |
|          |          | （表示結果）             |
|          |          | （形容詞連用形）         |
|          |          | （人、動物）在           |
|          |          | 辣的                     |
|          |          | 今天後四天（大後天隔天） |

| 中部方言 | 近畿方言 | 華語語譯 |
| -------- | -------- | -------- |
|          |          | 借入     |
|          |          | 曾孫     |

| 中部方言 | 關東方言 | 華語語譯 |
| -------- | -------- | -------- |
|          |          | 海岸     |
|          |          | 眼睛     |

日語方言的分布模式除了「周圏分布」與「東西分布」外，已知還有殘存分布（AB分布）、交互分布、日本海側與太平洋側的對立分布、群雄割據型分布及錯綜分布。殘存分布來自ABA型的周圈分布，但其中一個邊陲的A消失了，因此成為AB型的分布。日本海側與太平洋側的對立分布則可見於對這些來自氣候差異的詞彙。

## 方言區劃

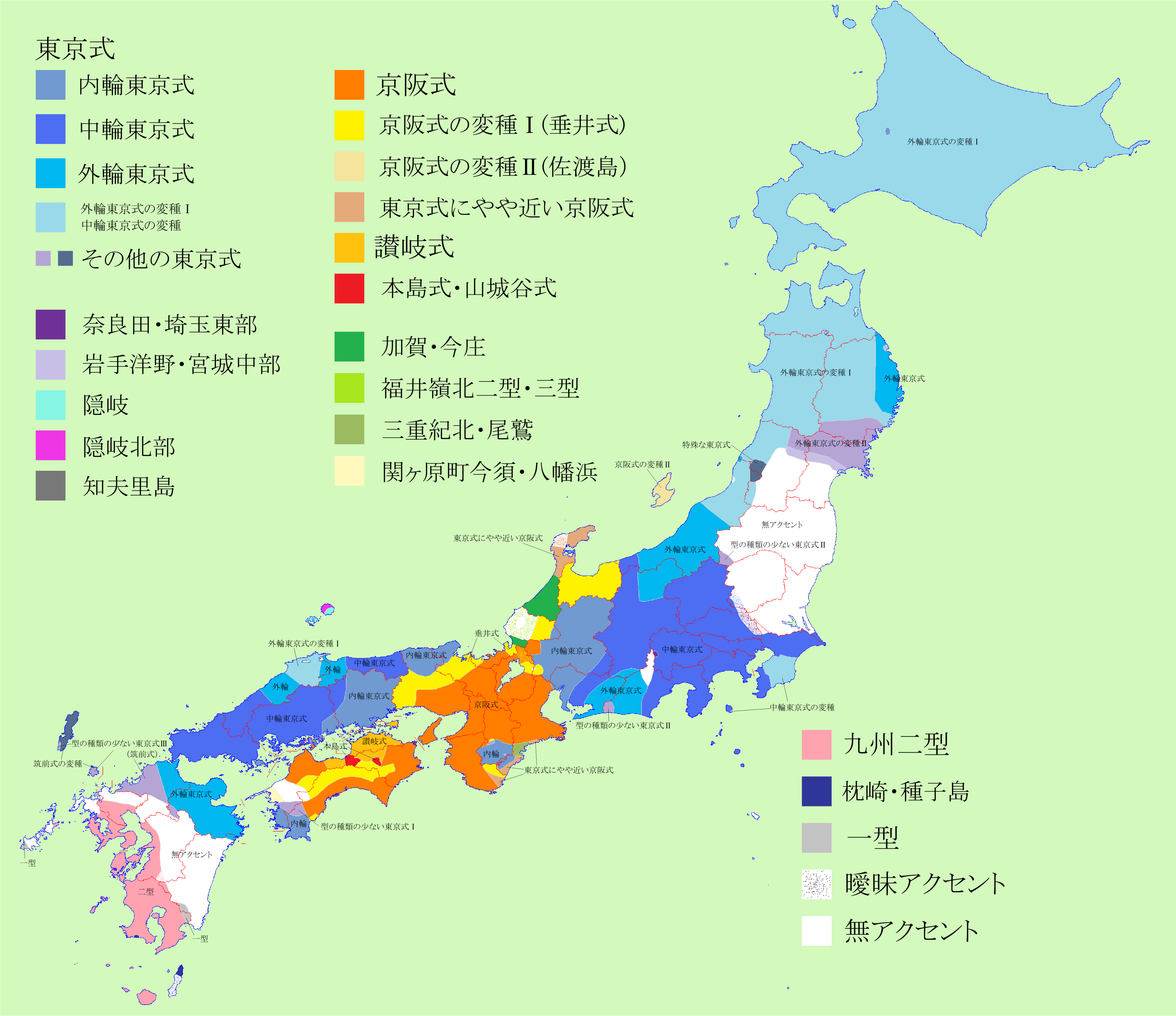
日語重音地圖

日語方言可以依照方言特徵區劃成多種方言區，分類因學者而異。例如提倡方言周圏論的柳田國男就完全否定方言區劃；徳川宗賢也指出，雖然方言劃分理論展現出語言在不同地區的差異，但在方言形成過程中，不能忽視鄰近地區的傳播影響。
在方言的形成史中，日本語的祖語分歧為多種方言，政經中心起到傳播與收束的作用，其間的交互作用相當複雜。東條操則認為：方言區劃理論試圖探討完整的語言體系，僅著眼於詞彙的方言圈理論與方言區劃理論並不衝突。
以下分類大致基於東條的區劃案，將日本本土方言分為東日本方言、西日本方言、九州方言三大分類。
| 大分類     | 分類中方言                                       |
| ---------- | ------------------------------------------------ |
| 東日本方言 | 北海道方言、東北方言、關東方言、東海・東山方言   |
| 西日本方言 | 北陸方言、近畿方言、中國方言、雲伯方言、四國方言 |
| 九州方言   | 豐日方言、肥筑方言、薩隅方言                     |

東北方言可進一步分為北奧方言與南奧方言，關東方言分為東關東方言與西關東方言，東海・東山方言分為越後方言、長野・山梨・静岡方言與岐阜・愛知方言。
東條針對方言體系的不同進行方言劃分，展示了日語內部的分區以及各方言間的相互關係。但若在方言區之間移動，方言會逐漸過渡變化，並沒有明確的分界。當然，個別用語肯定有分界，例如說或的分界，或是否將發成的分界等等，但每個項目的分界各自不同，以等語線定義方言邊界並不容易。因此，語法、音韻、重音的系統差異要比單個字詞的差異更重要。尤其是日語的重音，本身就具有系統性；根據重音的差異，東條在愛知/岐阜和三重/滋賀間劃出東日本方言和西日本方言的邊界，並將中國方言和四國方言分開。
東條並未具體說明他如何劃出以上的分區，而都竹通年雄與奥村三雄以母音子音的性質、斷定助動詞、命令形語尾等差異為指標，加以重合取出邊界，結果將岐阜・愛知方言納入西日本方言，東關東方言納入南奥方言中。奧村則將日本本土方言分為東西兩部分，東日本方言分布於東北、關東東北部及新潟県東北部，西日本方言包含關東大部分、東海東山（包含岐阜、愛知），以及從北陸到九州東北的地帶，九州中南部則被分出。加藤正信評價：在關東方言與東北方言的邊界方面，東條對行政區劃和地理區劃給予相當的重視，而津竹提案則跳脫行政區劃和地理區劃的限制。
金田一春彦的學說則與以上均不同，他把近畿與四國劃為内輪方言，西關東、中部與中國地方劃為中輪方言，東北與九州劃為外輪方言，琉球語劃為南島方言。金田一試圖強調語言間更基本的差異，例如重音、音韻體系與活用體系。例如，外輪方言不把促音、撥音與長音視為獨立單位，形容詞傾向於屈折，其他方言則相反。

## 方言列表

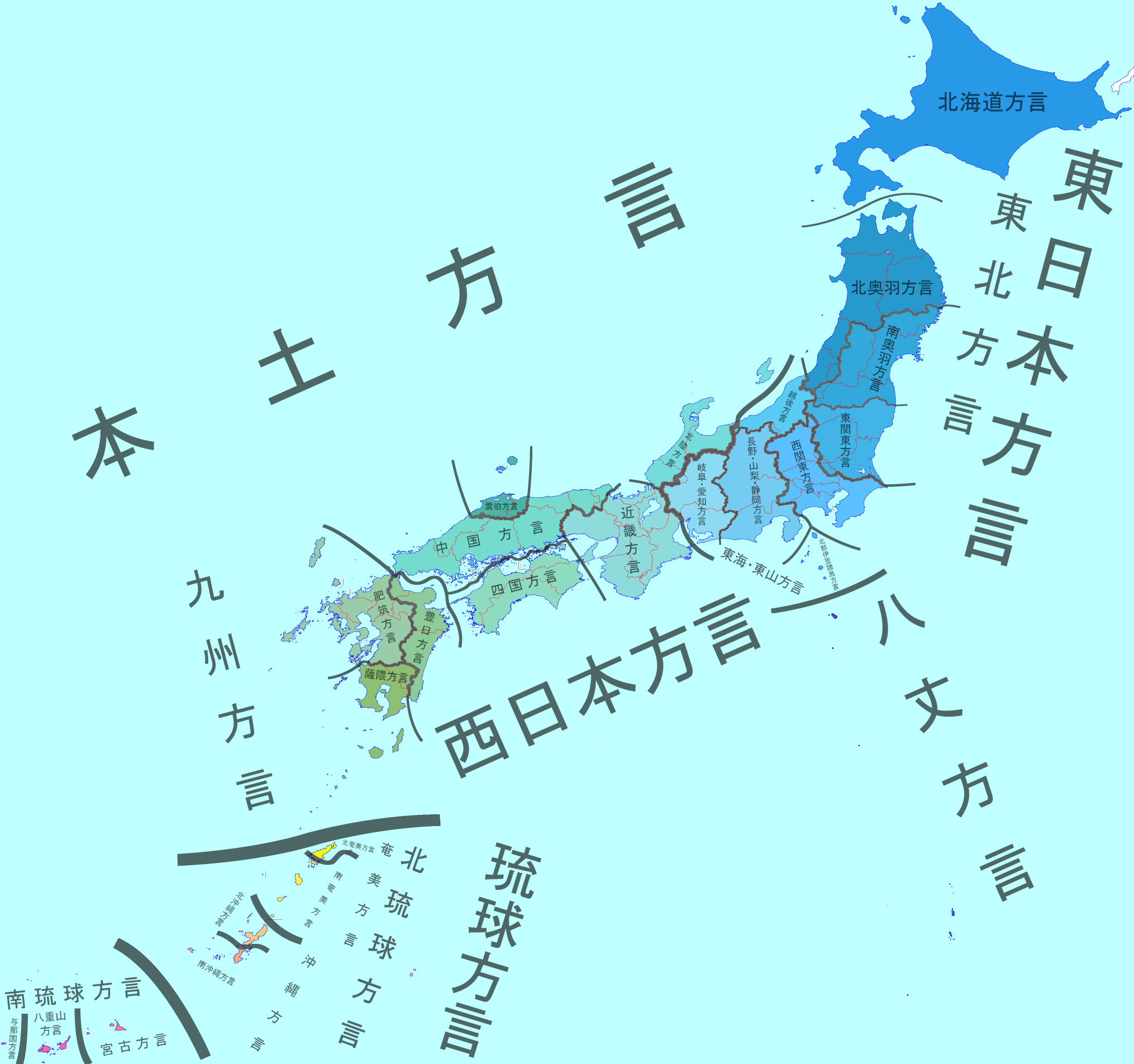
日語方言區劃的一例。粗線表示較大的方言區邊界。
日本本土方言與琉球方言（琉球語）的差別相當大，琉球語內部歧異性也很高。
本土方言以東西劃分，八丈語獨自分出。

日本本土方言下分东日本方言、八丈方言、西日本方言與九州方言四大類。

### 東日本方言

#### 北海道方言
- 内陸部方言（日语：北海道方言#概要・区分）
- 海岸部方言（日语：北海道方言#海岸部方言の特徴）（濱言葉（日语：浜言葉））
  - 松前方言（中心為松前町，分布至上之國町及福島町）
  - 道南方言（中心為函館市，分布於渡島、檜山兩地，包含内陸的七飯町、厚澤部町）

#### 東北方言
- 北奥羽方言（日语：北奥羽方言）
  - 津軽弁（日语：津軽弁）（青森縣津輕半島）
  - 下北弁（日语：下北弁）（青森縣下北半島）
  - 南部弁（日语：南部弁）（青森縣東部、岩手縣中北部舊南部藩領内及秋田縣鹿角郡）
    - 八戸弁（日语：八戸弁）（青森縣舊八戶藩領内）
    - 盛岡弁（日语：盛岡弁）（岩手縣盛岡市，舊盛岡藩領内）

  - 秋田弁（日语：秋田弁）（秋田縣）
  - 庄内弁（日语：庄内弁）（山形縣舊庄内藩領内）
    - 庄内北部方言
    - 庄内南部方言
    - 小国方言（日语：小国方言）（山形縣小國町，舊米澤藩）

  - 北越方言（日语：北越方言）（新潟縣阿賀野川以北）
  - 大鳥方言・三面方言（日语：大鳥方言・三面方言）（山形縣鶴岡市大鳥、新潟縣村上市三面）
- 南奥羽方言（日语：南奥羽方言）
  - 氣仙語（日语：ケセン語）（岩手縣氣仙郡、宮城縣氣仙沼市）
  - 伊達弁（岩手縣南方言：岩手縣南部，舊仙台藩領内）
  - 仙台弁（日语：仙台弁）（宮城縣）
  - 山形弁（日语：山形弁）（山形縣内陸方言）
    - 新庄弁（日语：新庄弁）（中心為新庄市的最上地方，舊山形藩領內）
    - 置賜弁（日语：置賜弁）（中心為米澤市的置賜地方，舊米澤藩領內）
    - 村山弁（日语：村山弁）（中心為山形市的村山地方，舊山形藩領內）
      - 香澄町弁（日语：香澄町弁）

  - 福島弁（日语：福島弁）（福島縣中通）
  - 濱通方言（日语：浜通り方言）（福島縣濱通）
  - 会津弁（日语：会津弁）（福島縣會津及新潟縣東蒲原郡）

#### 關東方言
- 東關東方言（日语：関東方言）（與東北方言相通）
  - 茨城弁（日语：茨城弁）（茨城縣）
  - 栃木弁（日语：栃木弁）（栃木縣，不含足利市、佐野市一帶）
- 西關東方言（日语：西関東方言）
  - 房總弁（日语：房総弁）（千葉縣，西關東方言與東關東方言的中間地帯）
    - 東總弁（千葉縣東部）
    - 房州弁（日语：房州弁）（千葉縣西南部）

  - 埼玉弁（日语：埼玉弁）（埼玉縣，東部接近東關東方言）
    - 秩父弁（日语：秩父弁）

  - 足利弁（日语：足利弁）（兩毛弁）（栃木縣足利市一帶）
  - 群馬弁（日语：群馬弁）（上州弁）（群馬縣）
  - 多摩弁（日语：多摩弁）（東京都多摩地域周邊，包含神奈川縣北部及埼玉縣入間郡）
  - 神奈川方言（日语：神奈川縣方言）（神奈川縣）
    - 横濱弁（神奈川縣横濱市中心）
    - 相州弁（神奈川縣舊相模國地區，不含舊横濱市街地與津久井郡西部）

  - 郡内弁（日语：郡内弁）（山梨縣郡内地方（日语：郡内地方）、神奈川縣津久井郡西部）
- 東京方言/東京弁（東京都區部）
  - 下町言葉（日语：東江戸言葉）（江戸弁/東江戶言葉）（東京下町）
  - 山手言葉（日语：山の手言葉）（東京山手（日语：山の手））
- 首都圏方言（日语：首都圏方言）（東京新方言）（中心為西關東方言，由東京方言與各種方言融合形成的共通語）

#### 東海東山方言
- 越後方言（日语：越後方言）（新潟縣舊越後國領內）
  - 中越方言（越後中部、中越地方）「今すぐ使える新潟弁（日语：今すぐ使える新潟弁）」自動販賣機
    - 新潟弁（日语：新潟弁）（中心為新潟市）
    - 長岡弁（日语：長岡弁）（中心為長岡市）
    - 中越南部方言（舊魚沼郡（日语：魚沼郡））
    - 奥信濃方言（長野縣榮村）

  - 西越方言（越後西部）
    - 上越弁（上越地方）

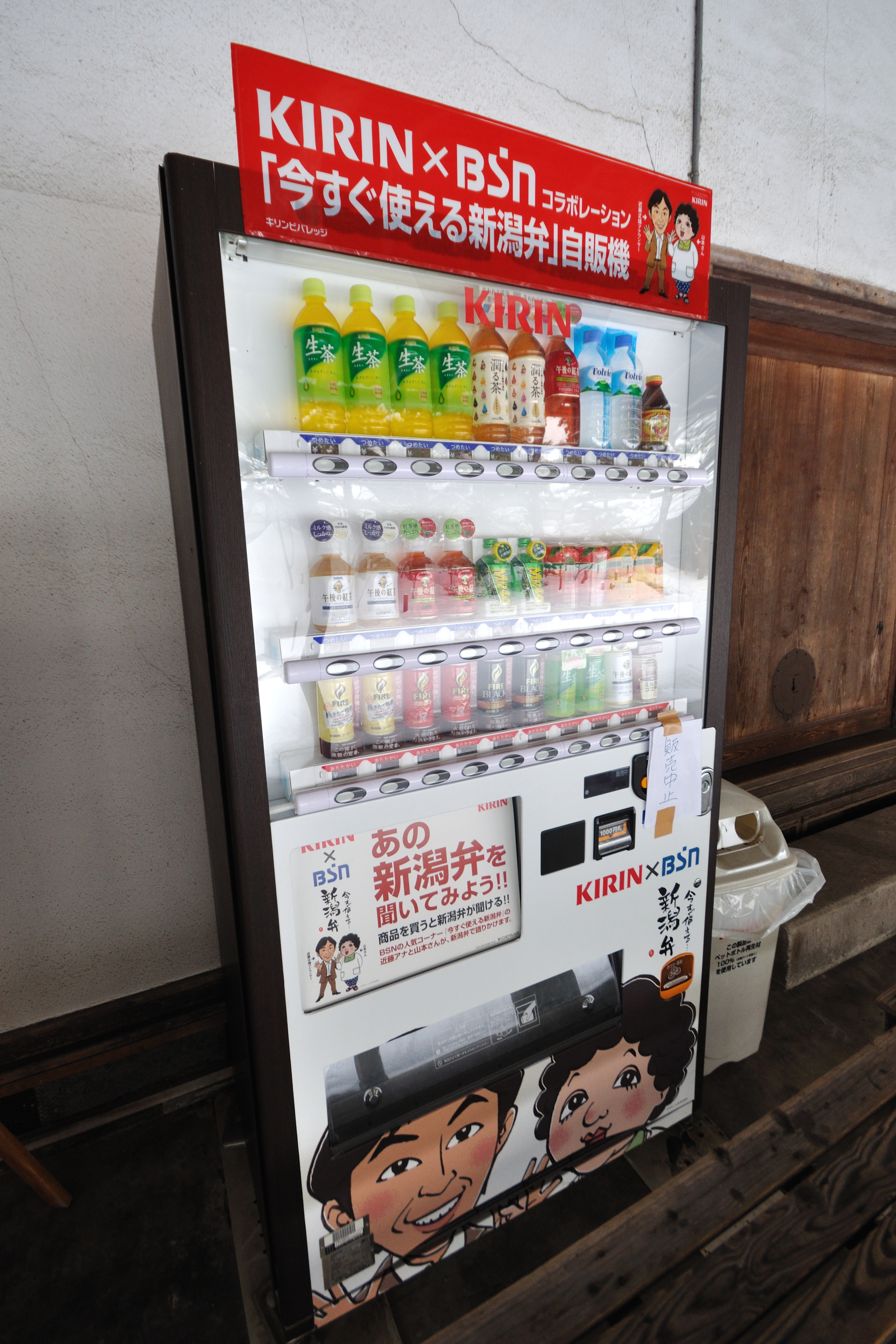
「今すぐ使える新潟弁」自動販賣機

    - 糸魚川弁（新潟縣糸魚川市、不含舊青海町（日语：青海町））
- 秋山鄉方言（日语：秋山郷方言）（長野縣榮村秋山鄉（日语：秋山郷）、新潟縣津南町）
- 長野・山梨・靜岡方言（日语：長野・山梨・静岡方言）
  - 信州弁（日语：長野縣方言）（長野縣）
    - 奥信濃方言（榮村）
    - 北信方言（長野地域不含南端、北信地域（日语：北信地域）不含榮村）
    - 東信方言（上田地域、佐久地域、長野地域南部）
    - 中信方言（上伊那地域北部（太田切川（日语：太田切川 (長野縣)）以北）、諏訪地域（日语：諏訪地域）、松本地域（日语：松本地域）、北阿爾卑斯地域（日语：北アルプス地域）地域）
    - 南信方言（木曽地域、南信州地域（日语：南信州地域）、上伊那地域南部（太田切川以南））

  - 山梨縣方言
    - 甲州弁（日语：甲州弁）（山梨縣國中地方（日语：国中地方））
    - 奈良田方言（日语：奈良田方言）（山梨縣早川町 奈良田（日语：西山村 (山梨縣)））

  - 靜岡弁（日语：静岡弁）
    - 伊豆弁（日语：伊豆弁）（静岡縣伊豆半島）
    - 駿河方言（日语：駿河方言）（静岡縣東部，舊駿河國領內）
    - 井川方言（日语：井川方言）（静岡縣舊井川村（日语：井川村）周邊）
    - 遠州弁（日语：遠州弁）（静岡縣東部，舊遠江國領內）
- 北部伊豆諸島方言（日语：北部伊豆諸島方言）（東京都伊豆群島御藏島以北）
- 岐阜・愛知方言（日语：岐阜・愛知方言）（方言，東日本方言與西日本方言之過渡區）
  - 三河弁（日语：三河弁）（愛知縣舊三河國領內）
    - 東三河方言
    - 西三河方言

  - 尾張弁（日语：尾張弁）（廣義名古屋弁，愛知縣舊尾張國領內）
    - 狹義名古屋弁（日语：名古屋弁）（名古屋市附近）
    - 知多弁（日语：知多弁）（知多半島）

  - 美濃弁（日语：美濃弁）（岐阜縣舊美濃國領內，不含北部）
  - 飛驒弁（日语：飛騨弁）（岐阜縣舊飛驒國領內及美濃北部）

### 八丈方言
- 八丈語（八丈島與青島。古代東國方言（日语：日本語の方言#上代東国方言）色彩強烈）
- 大東群島方言（日语：大東諸島方言）（沖繩縣大東群島）

### 西日本方言

#### 北陸方言
- 佐渡弁（日语：佐渡弁）（新潟縣佐渡市）
- 西端越方言（新潟縣糸魚川市舊青海町（日语：青海町））
- 富山弁（日语：富山弁）（越中弁）（富山縣舊越中國領內）
  - 吳東方言（富山縣東部）
    - 魚津弁（日语：魚津弁）（富山縣魚津市附近）

  - 吳西方言（富山縣西部）
  - 五箇山方言（五箇山）
- 能登弁（日语：能登弁）（石川縣舊能登國領內）
- 加賀弁（日语：加賀弁）（石川縣舊加賀國領內）
  - 金澤弁（日语：金沢弁）（石川縣金澤市附近）
  - 白峰弁（日语：白峰弁）（石川縣白山市舊白峰村（日语：白峰村）
  - 小松弁（石川縣小松市附近）
- 福井弁（日语：福井弁）（福井縣嶺北（日语：嶺北））
  - 奥越方言（日语：奥越方言）（福井縣大野市、勝山市）

#### 近畿方言
- 嶺南方言（日语：嶺南方言）（福井縣嶺南，即舊小濱藩領內）
  - 若狭弁（福井縣舊若狹國領內）
    - 高濱弁（福井縣高濱町）

  - 敦賀弁（福井縣敦賀市）
- 江州弁（近江弁、滋賀弁）（滋賀縣）
  - 湖北弁（滋賀縣長濱市、米原市）
- 三重弁（日语：三重弁）（三重縣）
  - 伊勢弁（日语：伊勢弁）（三重縣舊伊勢國領內）
  - 志摩弁（日语：志摩弁）（三重縣舊志摩國領內）
  - 伊賀弁（日语：伊賀弁）（三重縣舊伊賀國領內）
- 廣義京言葉（京都弁）（京都府南部）
  - 狹義京言葉（京都市）
    - 町方言葉（諸如市中心的「町人言葉」、「中京言葉」、「花街（日语：京の花街）言葉」，依職業及地區細分）
    - 御所言葉（公家人在宮中使用的語音。明治以降後由門跡繼承）

  - 南山城方言（京都府南山城（日语：山城地区），不含京都市）
- 廣義大阪弁（日语：大阪弁）（大阪府）
  - 攝津弁（日语：摂津弁）（大阪府北部及兵庫縣東南部，舊攝津國領內）
    - 狹義大阪弁（大阪市）
      - 船場言葉（日语：船場言葉）（大阪市船場（日语：船場 (大阪市)）商家語音）

  - 泉州弁（日语：泉州弁）（大阪府舊和泉國領內）
  - 河內弁（日语：河内弁）（大阪府舊河內國領內）
- 奈良弁（日语：奈良縣方言）（大和弁）（奈良縣）
- 奥吉野方言（日语：奥吉野方言）（奈良縣吉野郡南部）
- 紀州弁（日语：紀州弁）（和歌山弁）（和歌山縣及三重縣東紀州（日语：東紀州），舊紀伊國領內）
- 丹波方言（日语：丹波方言）（京都府中部及兵庫縣東部舊丹波國領內）
  - 舞鶴弁（日语：舞鶴弁）（京都府舞鶴市）
- 播州弁（日语：播州弁）（兵庫縣舊播磨國領內）
  - 神戶弁（日语：神戸弁）（兵庫縣神戸市）
- 淡路弁（日语：淡路弁）（兵庫縣淡路島）
- 關西共通語（中心為大阪弁，為近畿諸方言混合形成的共通語）

#### 中國方言
- 東山陰方言（日语：東山陰方言）
  - 丹後弁（日语：丹後弁）（京都府舊丹後國西部）
  - 但馬弁（日语：但馬弁）（兵庫縣舊但馬國領內）
  - 因州弁（日语：因州弁）（鳥取弁）（鳥取縣舊因幡国領內）
  - 倉吉弁（日语：倉吉弁）（鳥取縣舊伯耆國東部）
- 東山陽方言
  - 岡山弁（岡山縣）
    - 美作弁（作州弁）、備前弁、備中弁

  - 備後弁（日语：備後弁）（廣島縣舊備後國領內）
    - 福山弁（日语：福山弁）（廣島縣福山市附近）
- 西中國方言
  - 廣島弁（日语：広島弁）（安藝弁）（廣島縣舊安藝國領內）
  - 山口弁（日语：山口弁）（長州弁）（山口縣）
  - 石見弁（日语：石見弁）（島根縣舊石見國領內）

#### 雲伯方言
- 米子弁（日语：西伯耆方言）（西伯耆弁）（鳥取縣舊伯耆國西部）

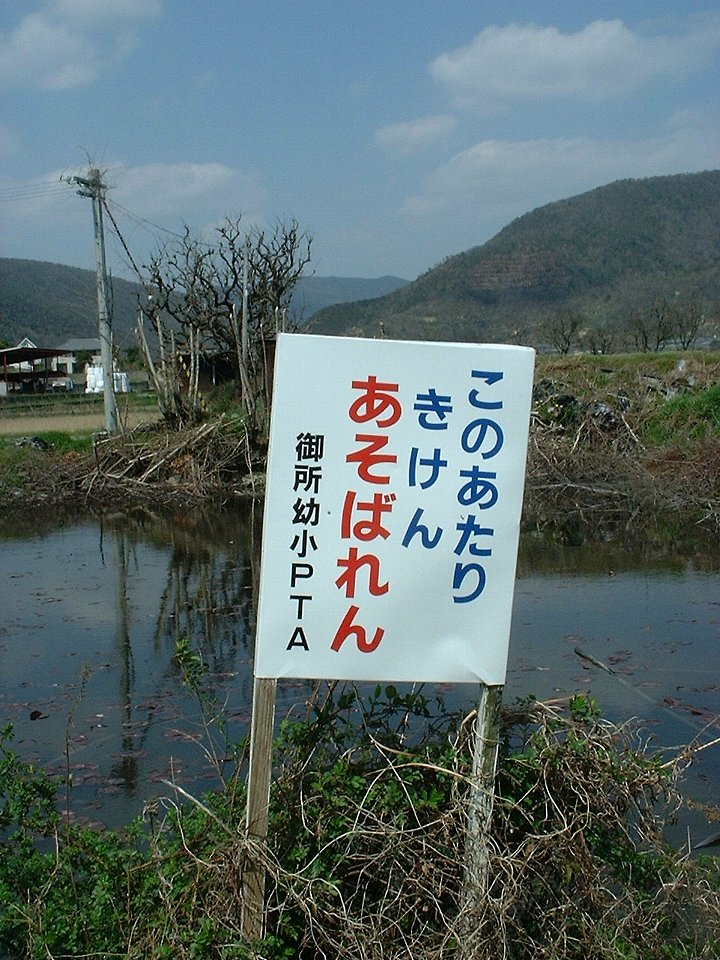
德島縣阿波市，以方言書寫的兒童注意看板，意為「請勿嬉戲」。

- 出雲弁（日语：出雲弁）（島根縣舊出雲國領內）
- 隱岐弁（日语：隠岐弁）（島根縣舊隱岐國領內）

#### 四國方言
- 北四國方言
  - 阿波弁（日语：阿波弁）（德島弁）（德島縣，舊阿波國領內）
  - 讚岐弁（日语：讃岐弁）（香川縣，舊讚岐國領內）
    - 東讚（日语：東讃）弁、西讚（日语：西讃）弁、小豆島弁

  - 伊予弁（日语：伊予弁）（愛媛縣大部分，舊伊予國領內）
    - 松山弁、今治弁、大洲弁、八幡浜・三瓶弁（西宇和弁）等。
- 南四國方言
  - 土佐弁（日语：土佐弁）（高知縣大部分，舊土佐國領內）
- 四國西南部方言
  - 宇和島弁（日语：宇和島弁）（愛媛縣西南部，中心為宇和島市）
  - 幡多弁（日语：幡多弁）（高知縣幡多郡）

### 九州方言
（與西日本方言相通）

#### 豐日方言
- 兩豐方言
  - 豐前方言（日语：福岡縣豊前方言）（福岡縣舊豐前國領內）
    - 北九州弁（日语：北九州弁）（福岡縣北九州市）

  - 筑豐弁（日语：筑豊弁）（福岡縣筑豐（日语：筑豊））
  - 大分弁（日语：大分弁）（大分縣大部分）
- 宮崎弁（日语：宮崎弁）（日向方言）（宮崎縣大部分，舊日向國領內）

#### 肥筑方言
- 筑前方言（日语：筑前方言）（福岡縣舊筑前國領內）
  - 博多弁（日语：博多弁）（中心為福岡市博多部，福岡都會區地域）
    - 福岡弁（日语：福岡弁）（福岡市福岡部）

  - 宗像弁（日语：宗像弁）（福岡縣宗像市周邊）
- 日田弁（日语：日田弁）（大分縣日田市）
- 筑後方言（日语：筑後方言）（福岡縣舊筑後國領內）
  - 筑後弁（日语：筑後弁）（久留米弁）（福岡縣久留米市周邊）
  - 柳川弁（日语：柳川弁）（福岡縣舊柳河藩領內）
  - 大牟田弁（日语：大牟田弁）（福岡縣大牟田市）
- 佐賀弁（日语：佐賀弁）（佐賀縣）
  - 佐賀弁（舊佐賀藩領内）
  - 唐津弁（舊唐津藩領内）
  - 田代弁（舊對馬藩領内）
- 長崎弁（日语：長崎弁）（長崎縣本土）
- 佐世保弁（日语：佐世保弁）（長崎縣佐世保市）
- 壹岐弁（日语：壱岐弁）（長崎縣壹岐市）
- 對馬弁（長崎縣對馬市）
- 五島弁（日语：五島列島方言）（長崎縣五島列島）
- 熊本弁（日语：熊本弁）（熊本縣）

#### 薩隅方言
- 鹿兒島弁（鹿兒島縣，不含奄美）
- 諸縣弁（日语：諸縣弁）（宮崎縣舊諸縣郡）
- 種子島弁（日语：種子島弁）（鹿兒島縣種子島）
- 屋久島弁（日语：屋久島弁）（鹿兒島縣屋久島）
- 唐芋標準語（日语：唐芋標準語）（以鹿兒島弁為主，混合產生的共通語）

### 域外日语方言
- 琉球日语
  - 沖繩日語（ウチナー大和口，Uchinaa Yamatu-guchi）：沖繩本土語言受日語影響，因而產生的共通語。語法與標準語相同。但發音與詞彙類似琉球語。
  - 奄美日語（英语：Amami Japanese）
- 台湾日語

### 特殊方言
- 幼兒語（日语：幼児語）
- 青少年言語（日语：若者言葉）
  - 辣妹語（澀谷弁）
  - 打工族敬語（日语：バイト敬語）
  - KY語（日语：KY語）
- 日本男性語（日语：男性語）
- 日本女性語（日语：女性語）
  - 女房言葉（日语：女房言葉）
  - 日本男同志女性語（日语：オネエ言葉）
- 日本老人語（日语：老人語）
- 日本手語、日本手語方言（日语：日本手話の方言）

### 第三語言
日本國內使用的語言粗分為日語、琉球語與阿伊努語，若一種語音被故意定義成既非日語、琉球語亦非阿伊努語，則稱為「第三語言」。
山窩語
由山窩使用的語言，屬於一種暗號。
又鬼言語
由又鬼使用的語言，含有諸多阿伊努語借詞。
小笠原語（小笠原克里奧爾日語）
小笠原群島歐美島民使用的皮欽語。結構是八丈語，搭配大量英語詞彙。。
氣仙語
岩手縣氣仙地方（舊氣仙郡）的方言，受到古代蝦夷語言的影響，目前正在建構語法體系當中。